# 노원구민회관
노원구민회관은 대한민국 서울특별시 노원구 동1로 1229번지 부근에 있는 구민회관이다.